# Albion P. Howe
Albion Parris Howe (13. marts 1818 – 25. januar 1897) var en general i den amerikanske hær under den amerikanske borgerkrig. Howes stridbare forhold til sine overordnede i Army of the Potomac førte til sidst til at han blev frataget kommandoen over sin division.

## Tidlige år
Howe var født i Standish, Maine. Han fik eksamen fra West Point i 1841. Efter to års tjeneste i 4th U.S. Artillery underviste han i matematik på West Point i tre år.
Han gjorde tjeneste i den mexicansk-amerikanske krig og blev udnævnt til midlertidig kaptajn i 1847 for tapperhed under general Winfield Scott's fremrykning til Mexico City, især for sin indsats i slaget ved Contreras og slaget ved Churubusco. Han blev forfremmet til kaptajn den 2. marts 1855. Howe gjorde tjeneste under Robert E. Lee ved nedkæmpelsen af John Brown i Harpers Ferry.

## Borgerkrigen
I begyndelsen af borgerkrigen gjorde Howe tjeneste under generalmajor George B. McClellan i West Virginia. Han overtog kommandoen over John J. Pecks 3. Brigade, i Darius N. Couch's 1. Division, i Erasmus D. Keyess IV Korps under Syvdagesslaget efter at Peck var blevet forfremmet til at kommandere Silas Casey's division i samme korps. Howe blev udnævnt til major i den regulære hær for sin rolle i Slaget ved Malvern Hill. Han blev forfremmet til brigadegeneral i den frivillige hær den 11. juni 1862.
I Army of the Potomac's efterfølgende kampagner kæmpede Howe i Slaget ved South Mountain og var tilstede i Slaget ved Antietam. Han blev forfremmet til at lede 2. division i VI Korps, og førte den i Slaget ved Fredericksburg. Hans division var i hård kamp i slaget ved Fredericksburg og i slaget ved Salem Church under slaget ved Chancellorsville. Howes division udførte en rekognoscering i nærheden af Fredericksburg den 3. juni 1863, da Unionens overkommando forsøgte at finde ud af om Army of Northern Virginia var ved forlade sine stillinger for at gå i offensiven. Divisionen var kun sporadisk i kamp under Gettysburg kampagnen som ledte op til Slaget ved Gettysburg. Hans division var den sidste, som ankom til slagmarken og hans to brigader blev placeret i hver sin ende af Unionens linje, hvilket efterlod ham uden noget at kommandere. Under forfølgelsen af Lee's retirerende hær var 1. Vermont Brigade fra Howes division i kamp med den konfødererede bagtrop nær Funkstown, Maryland, den 10. juli 1863. Howe fortsatte som leder af divisionen under Bristoe kampagnen og Mine Run kampagnen.
Howe blev fjernet fra sin post af generalmajor George G. Meade kort tid efter. Howes dårlige forhold til sin korpskommandør generalmajor John Sedgwick, som også omfattede støtte til generalmajor Joseph Hooker i kontroverserne, som opstod efter Unionens nederlag ved Chancellorsville, bidrog formentlig til denne fjernelse. Hvis ikke Meade tog skridt til fjernelsen, stod han i hvert fald heller ikke i vejen for den. Howe vidnede mod Meade og Sedgwick for en undersøgelseskomite fra Kongressen om krigens førelse, hvor han hævdede, at Sedgwick havde talt med ham om tilbagetrækning til Westminster i Maryland. Sedgwicks vidneudsagn var i modstrid med Howes, uden at han blev nævnt ved navn. Komiteen undersøgte ikke denne modstrid nærmere. Hvad der står klart er, at Sedgwick ønskede at brigadegeneral George W. Getty skulle overtage Howes plads som kommandør af 2. division.
Efter at have forladt Army of the Potomac, Howe fik Howe kommandoen over artilleridepotet i Washington, D.C. I en kort periode var han i felten ved Harpers Ferry, hvor han skulle modstå det konfødererede raid mod Washington under ledelse af generalløjtnant Jubal A. Early.

## Tjeneste efter krigen
Ved krigens slutning var Howe medlem af æresgarden, som stod vagt over Abraham Lincolns lig, og kort efter blev han udpeget til at være med i den militærkommission, som holdt rettergang over de sammensvorne bag mordet af Lincoln. Howe udtalte sig ikke offentligt om domfældelsen og henrettelsen af Mary E. Surratt, men var ikke blandt de fem officerer som anmodede præsident Andrew Johnson om at omgøre hendes straf til livsvarigt fængsel. Begge opgaver kan antyde, at den radikale Republikanerske fraktion i Kongressen fandt ham brugbar og sympatisk indstillet. Han gjorde også tjeneste på Kontoret for flygtninge, frigivne slaver og forladte jorder i 1865. Howe afmønstrede den frivillige hær den 15. juli 1866.
Howe trak sig tilbage fra hæren den 30. juni 1882, med rang af oberst. Han døde i Cambridge Massachusetts og ligger begravet der på Mount Auburn Cemetery.